# Ascotis margarita
Ascotis margarita är en fjärilsart som beskrevs av W. Warren 1894. Ascotis margarita ingår i släktet Ascotis och familjen mätare, Geometridae. Två underarter finns listade i Catalogue of Life, Ascotis margarita margarita Warren, 1894 och Ascotis margarita molynta Prout, 1929.